# Voie romaine de Reims à Soissons
La voie romaine Reims-Soissons est une voie romaine qui reliait Durocortorum à Augusta Suessionum, aujourd'hui Reims-Soissons.

## Sources
Deux sources anciennes attestent l'existence d'une voie romaine allant de Reims à Bavay : la Table de Peutinger et les Itinéraire d'Antonin, complétées par les observations archéologiques et particulièrement ceux d’Amédée Piette.
Cette voie fait partie du réseau Agrippa.

Réseau Agrippa.

## Parcours
Quittant Reims (Durocortorum) de la «Porte de Mars par le quartier Clairmarais de Reims, Rue Ernest Rénan,
- traverse Saint-Brice-Courcelles par la Rue Pierre Maitre, Rue Paul Millot, Rue Curie
- traverse Champigny par le « Rue de Thillois » et la « Rue des Romains »,
- traverse Muizon puis à la sortie « le Blois Legras », rejoint un morceau de la N31,
- entre et traverse Jonchery-sur-Vesle par la «  Route Nationale », puis « Rue de la robe »,
- reprend la N31, jusqu’au niveau de Courlandon ou la voie coupe la ligne SNCF traverse la Vesle puis le marais du Roland pour reprendre un chemin en prolongement qui aboutie à la « Voie communale de la Chaussée Brunehaut »,
- emprunte cette voie puis la « Chaussée Brunehaut » pour rentrée dans Fismes ou Fines par le quartier « La Finette », lieu de la Bataille de Fismes et Fismette,
- traverse le quartier Fismette par la « Rue Maurice Dezothez »  qu’elle quitte pour rejoindre en ligne droite la N31 peu après le monument « US 4th Division Vesle Monument »,
- traverse Bazoches-sur-Vesle toujours sur la N31,
- poursuit sur la N31 quelle quitte pour aller vers Courcelles quelle traverse sur la «  Route Nationale » ,
- quitte la « Route Nationale » avant d’entrée dans Braine pour passer au dessus de ce village et  poursuivre en alignement sur un chemin de terre qui coupe la D22 puis le D1320, puis la D14 jusqu’à la « Rue Quincampoix »,
- traverse des cultures pour atteindre la « Chaussée Brunehaut » et poursuivre à travers la D101, la N31  et rejoindre la « Rue de la Renaissance » de Sermoise,
- traverse Sermoise par cette rue et rejoint la N31 pour arriver à Soissons ou Augusta Suessionum.

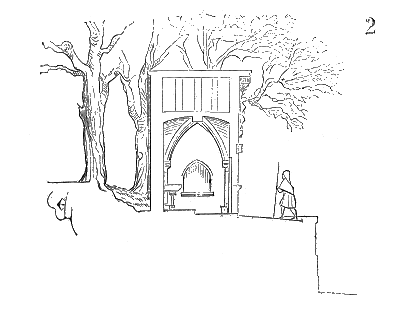
Reposoir près de la voie romaine Reims –Soissons.
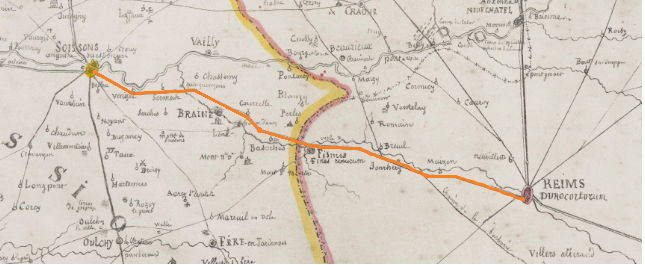
Itinéraire voie romaine Reims-Soissons

## Sources et liens externes
- http://romarden.e-monsite.com/pages/quelques-voisines.html